# Wuffa

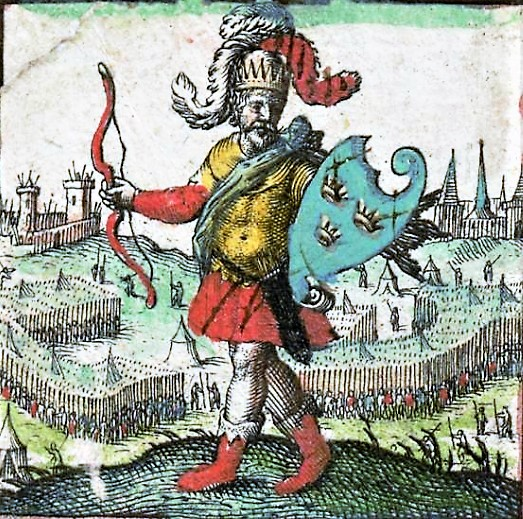
Obraz Wuffy w dziele Johna Speeda "Saxon Heptarchy"

Wuffa, Uuffa (zmarł ok. 578) – władający w latach 571-578 król Anglii Wschodniej. Założyciel dynastii Wuffingów. Jego imię w języku staroangielskim jest zdrobnieniem słowa wolf – "wilk".
Zgodnie z zachowaną anonimową genealogią władców Anglii Wschodniej, Wuffa miał być synem Wehhy i ojcem Tytila. Potwierdza to również Nenniusz w swojej Historii Brittonum, choć przekręcił imię jego ojca na Guercha. Mimo iż od imienia Wuffy nazwana została cała dynastia władców królestwa Anglii Wschodniej, nie ma pewności, czy był on postacią autentyczną czy też legendarną, stanowiącą część anglosaskiego mitu założycielskiego.
Nie zachowały się żadne informacje na temat panowania Wuffy. Jedynie XIII-wieczny kronikarz Roger z Wendover w swoim dziele Flores Historiarum datuje jego rządy na lata 571-578.
Wuffa zmarł w 578 roku. Istnieje możliwość, że jego ciało zostało spalone i pochowane w Kopcu V w Sutton Hoo. Kolejnym władcą Anglii Wschodniej został syn Wuffy, Tytila.